# 重安镇
重安镇，是中华人民共和国贵州省黔东南苗族侗族自治州黄平县下辖的一个乡镇级行政单位。
2013年5月24日，贵州省人民政府批复同意撤销重兴乡、重安镇，设置新的重安镇，镇人民政府驻天堂村。

## 行政区划
重安镇下辖以下地区：
兴隆街社区、南街社区、北街社区、堡上村、新城村、魏龙塘村、天堂村、马鸡屯村、苗甫村、大井村、干庄村、代支村、白岩山村、金庄村、皎沙村、黄岭坳村、小寨村、金台村、新合村、落裙村、何家寨村、黄猴村、大石村、榔木哨村、包老村、岩头村、金龙村、石头堡村、茅坪村、马场村、梨新村、亮寨村、下翁细村、望坝村、半山村、塘都村、重兴村、上翁细村、咬寨村、下枫香村、上枫香村、瓦角村、野落村和重兴乡。